# 汉斯-于尔根·克赖舍
汉斯-于尔根·克赖舍（德語：Hans-Jürgen Kreische，1947年7月19日—），德国男子足球运动员，司职前锋。他曾代表东德国奥队参加1972年夏季奥林匹克运动会足球比赛，获得一枚铜牌。